# MAMAMOO
MAMAMOO（韓語：마마무）是韩国RBW旗下於2014年推出的四人KPOP女子團體，成員為頌樂、玟星、輝人及華莎。2014年6月19日，以歌曲《Mr.曖昧模糊》於M Countdown出道。團名中的「MAMA」是指不論種族或國家的所有初生嬰兒學會的第一句詞彙，意即MAMAMOO期望為大眾帶來跨越國籍、性別，展現原始以及本能性的音樂。團體以聲樂表演、唱跳能力及Girl Crush風格而聞名。

## 成員列表
- 名字粗體為隊長

| 成員列表 | 成員列表  | 成員列表 | 成員列表 | 成員列表     | 成員列表 | 成員列表                               | 成員列表 | 成員列表  | 成員列表   |
| 藝名     | 藝名      | 藝名     | 本名     | 本名         | 本名     | 出生日期 出生地                        | 小分隊   | 個人 出道 | 著作權登記 |
| 中文     | 英文      | 韓文     | 漢字     | 羅馬拼音     | 諺文     | 出生日期 出生地                        | MAMAMOO+ | 個人 出道 | 著作權登記 |
| -------- | --------- | -------- | -------- | ------------ | -------- | -------------------------------------- | -------- | --------- | ---------- |
| 頌樂     | Solar     | 솔라     | 金容仙   | Kim Yong-sun | 김용선   | 1991年2月21日 · 大韓民國首爾特別市     |          |           | 10010168   |
| 玟星     | Moon Byul | 문별     | 文星伊   | Moon Byul-e  | 문별이   | 1992年12月22日 · 大韓民國京畿道富川市  | 10008776 |           |            |
| 輝人     | Whee In   | 휘인     | 丁輝人   | Jung Whee-in | 정휘인   | 1995年4月17日 · 大韓民國全羅北道全州市 |          | 10012908  |            |
| 華莎     | Hwa Sa    | 화사     | 安惠真   | Ahn Hye-jin  | 안혜진   | 1995年7月23日 · 大韓民國全羅北道全州市 | 10007594 |           |            |

### 成員變遷表
| - 藍線：RBW所屬 - 綠線：非RBW所屬 - 黑線：暫停活動 | - 紅線：專輯回歸 - 紫線：數位單曲回歸 - 粉紅線：非活動專輯/單曲 - 橙線：外語專輯 - 垂線置前：出道 |

## 簡介
團名MAMAMOO原為RBW社長金道勳為昆西‧瓊斯2013年的韓國演唱會所創作的英文歌曲名稱，由當時RBW內部的五名預備出道女團成員演唱。後經由公司人員建議，認為MAMAMOO可作為出道女團團名使用，原曲的歌詞改為韓語，成為MAMAMOO的出道曲《Mr.曖昧模糊》(Mr. Ambiguous)。
官方粉絲名為MOO MOO（무무），官方應援物為蘿蔔造型手燈「MOO棒」（蘿蔔韓文為，音似MOO），無代表色。
MAMAMOO有固定站位，由左至右依序是玟星、頌樂、輝人及華莎。在問候時，隊長頌樂會先說「一、二、三，I Say～」，所有成員便以清唱的方式唱出「MAMA MAMAMOO～，大家好，我們是MAMAMOO。」和聲時四人會依序互看彼此的眼睛，最後將食指放在人中前當作鬍子。
各成員皆具備堅強的實力，表演擔當可以自由轉換，也因此譽有「信聽媽木」(믿듣마무)稱號，意為「因信賴而聆聽」，展現粉絲對其實力的肯定。成員皆有參與多首歌曲製作。出道曲《Mr.曖昧模糊》就是由玟星親自參與編舞，因此MAMAMOO也有了一個別稱「自生偶像」。而出演《不朽的名曲》時的表演，也是由成員參與重新編曲、編舞呈現給觀眾們，為第一個獲得《不朽的名曲》優勝的女子團體。
多數MAMAMOO歌曲rap歌詞部分由玟星親自填詞，頌樂與華莎也參與不少作曲及作詞。2016年8月13、14日，輝人於舉行的第一場MAMAMOO單獨演唱會「MOOSICAL」表演了自己填詞、作曲的新曲《Moderato》，後收錄於專輯《MEMORY》中。
出道初期，粉絲們曾經在MAMAMOO表演時舉起寫有「絕不放手」的應援手幅，令成員十分感動。為了表達對粉絲「MOO MOO」的感謝之情，MAMAMOO透過韓國官方Fan Cafe，發表了自作詞的Fan Song《I Love Too》（놓지 않을게；譯：絕不放手），由玟星、颂乐和华莎创作，後收錄於專輯《MEMORY》中。
MAMAMOO成員因為不管在綜藝節目中或私底下相處，都以活潑、開朗及不做作的方式示人，獲得通常是用來形容活潑不受控制的男團的別稱「比格豆偶像」（BeagleDol），同時在韓國國內擁有眾多女性粉絲，成為「Girl Crush」的代表之一。

## 經歷

### 2014年：出道前
MAMAMOO於2014年1月18日與知名饒舌歌手Bumkey合作發行數位單曲《不要幸福(행복하지마)》（Don't Be Happy）初次露面，隨後2月11日與K.Will及輝星合作發行數位單曲《善男信女(썸남썸녀)》(Peppermint Chocolate)及5月30日與饒舌歌手團體Geeks合作發行數位單曲《Heeheehaheho(히히하헤호)》，與多位知名音樂人的合作展現其歌唱實力。

### 2014－2015年：出道與人氣上升
2014年6月18日，發行了首張迷你專輯《Hello》，主打歌為《Mr.曖昧模糊》，宗泫、鄭俊英、K.Will 等都在MV中客串，而官方也特別邀到了白智榮給MAMAMOO進行了「隱藏攝影機」，但成績並沒有獲得相對於其他女團的大量關注。11月21日再發行迷你二輯《Piano Man》，主打歌為《Piano Man》，是作曲家金度勛的作品，延續MAMAMOO過去的復古風格，在音樂節目中曾有過一位候補，而MV中特別邀請了孔燦演出。

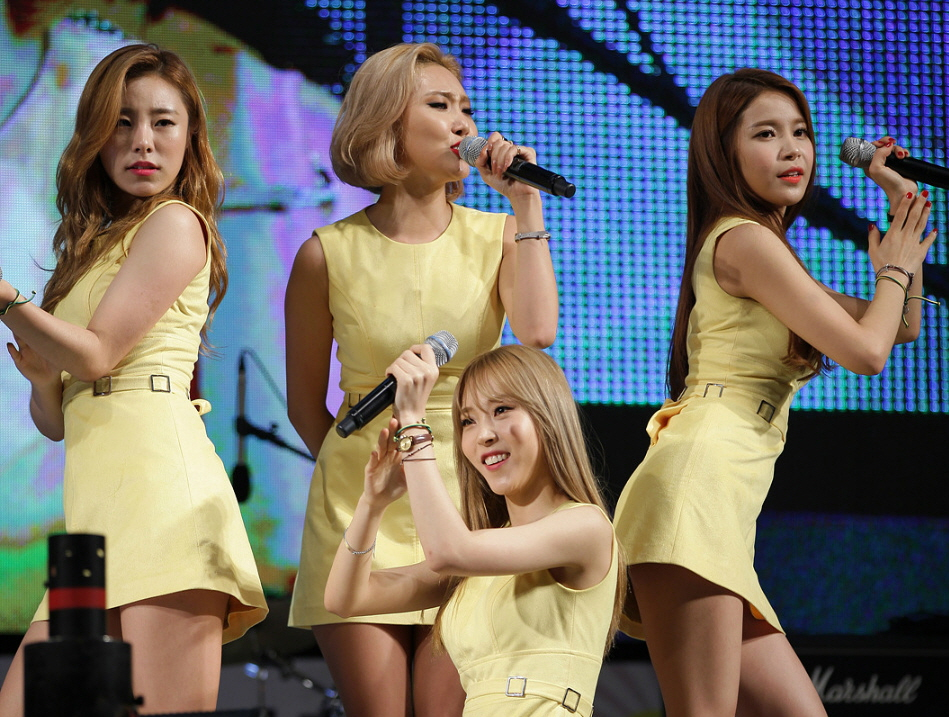
MAMAMOO在9月5日於京畿道華城市雨汀邑舉行演唱會

2015年1月10日，MAMAMOO首次參與《不朽的名曲》的演出，初試啼聲，就打敗前輩獲得高分，並且開始受到注目，由此開始，MAMAMOO成為該節目最常出演的偶像團體之一。4月2日，與同公司的實力派歌手eSNa合作單曲《AHH OOP!》回歸。
6月19日，發行迷你專輯《Pink Funky》，並以《Um Oh Ah Yeh》為主打歌回歸，其中華莎、玟星及輝人在MV特別以男裝出演，而華莎及玟星曾在SBS音樂節目《人氣歌謠》中以男裝表演造成轟動；此外在MBC MUSIC音樂節目《Show Champion》中主唱頌樂、輝人和說唱玟星互換一部份。
8月23日，於首爾舉辦首場韓國粉絲見面會「1st MOO Party」。10月4日，於洛杉磯舉辦首場美國粉絲見面會「2nd MOO Party」。10月15日，頌樂推出個人翻唱數位單曲，發行《頌樂感性 Intro》《지금 이 순간》（現在這一瞬間），並開始執行個人翻唱歌曲企劃《頌樂感性》系列。10月16日，發行《頌樂感性Part.1》《바보처럼 살았군요》（活著像傻瓜）。12月10日，《頌樂感性Part.2》《그리움만 쌓이네》（只有思念堆積）。

### 2016－2017年：初次一位與突破

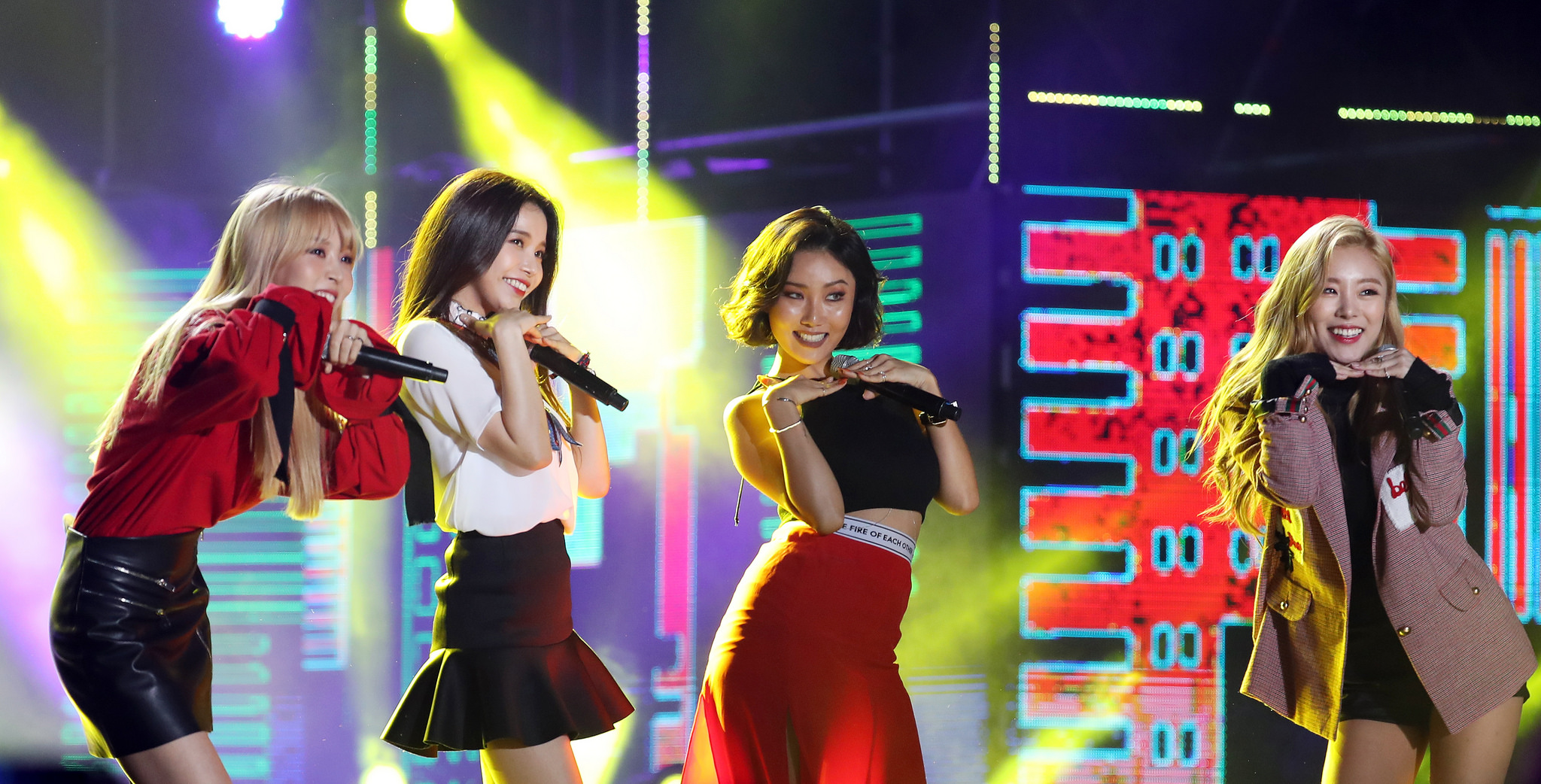
在9月30日的韓國觀光購物季開幕禮的MAMAMOO

2016年1月29日，以《I Miss you》為首張正式專輯《Melting》的先行曲。2月11日，再以《Taller than You》（1cm的自尊心）為第二首先行曲。2月25日，舉行首張正規專輯《Melting》Show Case。2月26日，發行首張正規專輯《Melting》，主打歌為《You're the best》（你最完美）。3月6日於SBS人氣歌謠中，獲得出道627天以來首個一位，並於3月15日《THE SHOW》拿下第5個一位，達成一位All Kill。
配合這次專輯的發行，MAMAMOO再次透過官方fan cafe舉辦活動，徵求粉絲投稿設計主打歌《You're the best》的舞台服裝，最後票選出了3套服裝，讓MAMAMOO的舞台呈現多元又新穎的魅力。3月29日，作為一位公約，MAMAMOO於《THE SHOW》舞台上穿著蘿蔔裝表演。4月13日，《THE SHOW》的表演舞台結束了首張正規專輯宣傳，直至宣傳結束前，主打歌《You're the best》在各音樂節目的排名仍處於上游圈，甚至競爭一位。7月11日，發行《頌樂感性Part.3》《꿈에》（在夢中）。
8月13、14日，MAMAMOO為了紀念出道兩週年，在首爾奧林匹克公園奧林匹克大廳，舉行首次單獨演唱會「2016 MAMAMOO CONCERT MOOSICAL」，是當時出道後最快舉行單獨演唱會的女團。此外「Moosical」是由「MAMAMOO、MUSIC、COLORFUL」組成，代表著MAMAMOO希望能呈現給粉絲們不失音樂本質的繽紛舞台。在一般發售開始不足1分鐘，兩天6200張的門票就全部售罄。
8月28日，MAMAMOO預告以分隊形式推出歌曲《Angel》（頌樂、輝人）和《Dab Dab》（玟星、華莎），並於8月31日中午釋出音源，此兩首歌之後被收錄於第四張迷你專輯《Memory》中。9月21日，MAMAMOO公布《Memory》的先行曲《New York》MV。11月7日，發行第四張迷你專輯《Memory》，並公開主打歌曲《Décalcomanie》MV以及專輯收錄曲《I Love Too》（絕不放手）、《Memory》MV，在此專輯總共七首歌內有六首都拍攝了MV，規模不遜色於正規專輯。11月29日，MAMAMOO在《THE SHOW》中得到《Décalcomanie》第1個一位。

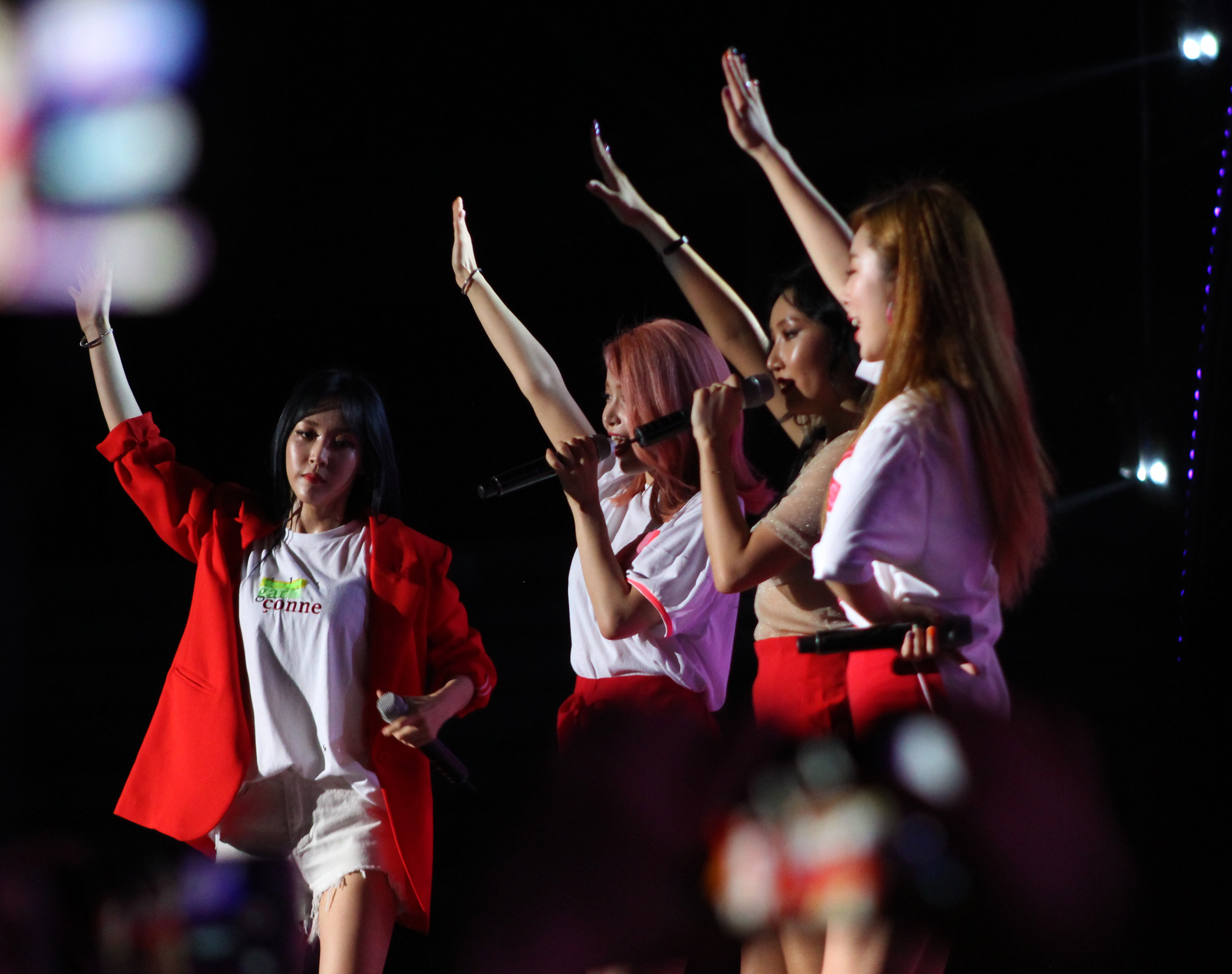
MAMAMOO於7月19日的Chimac Festival表演

2017年1月6日到8日，在日本東京都品川區舉辦首次見面會，在7日「K-POP LOVERS! SHOWCASE Vol.5」進行表演。2月21日，頌樂發行《頌樂感性Part.4》（給予幸福的人）。3月3日至5日，MAMAMOO將在首爾奧林匹克公園奧林匹克大廳舉行第二次演唱會「2017 MAMAMOO CONCERT MOOSICAL CURTAIN CALL」。在1月23及25日的會員及非會員預售，總達10,000席座位都在僅僅一分鐘內瞬殺，見證了MAMAMOO的超高人氣。
6月7日，RBW正式公布回歸消息，並公布第五張迷你專輯名稱為《Purple》。6月9日，釋出首波先行曲《Aze Gag》（大叔玩笑）的精彩片段。6月13日，公布《Purple》專輯收錄的五首歌曲名稱，包含此次的主打歌《Yes I Am》（以我來說的話），以及《Aze Gag》外，還有玟星的自作曲《Love & Hate》（好卑微）及輝人與Jeff Bernat、B.O.的合作曲《Da Ra Da》。6月21日，釋出《Aze Gag》MV。
6月22日，釋出主打歌《Yes I Am》MV，音源方面大破自身記錄，於兩小時內就登上各大排行榜的首位。6月23日，主打歌《Yes I Am》在Melon音樂網站首日收聽人數為940,435人次，曾創下女團首日收聽人數第一的記錄。6月27日，主打歌《Yes I Am》在《THE SHOW》獲得此次回歸首個一位，而在《M Countdown》更連續三週拿下三冠王，此次於各大音樂節目共拿下7座一位獎座。7月5日，憑藉著《Purple》MAMAMOO首次登上了美國Billboard全球專輯榜第1位。
8月19、20日，MAMAMOO於釜山舉行安可演唱會「2017 MAMAMOO CONCERT MOOSICAL CURTAIN CALL IN BUSAN」，在7月17日的一般預售，門票僅一分鐘內遭粉絲瞬殺，再次見證了MAMAMOO的超高人氣。10月，MAMAMOO開始進行「2017 MAMAMOO Purple Party」海外巡迴見面會，與海外的粉絲見面。10月1日，MAMAMOO首次在台北國際會議中心舉辦海外首場「2017 MAMAMOO Purple Party in Taiwan」，另於10月2日到香港九龍灣國際展貿中心3號展貿廳舉行「MAMAMOO 1ST Party in Hong Kong」。
10月17日，頌樂發行《頌樂感性Part.5》，此次收錄（孤獨的人）與（秋信）兩首。
10月22日，MAMAMOO前往日本東京舉辦「2017 MAMAMOO Purple Party in TOKYO」。10月28日，於首爾舉辦「2017 MAMAMOO FAN MEETING 『MOO LUCK MOO LUCK PICNIC』」，同時也是官方2期粉絲會的創團式，此為MAMAMOO出道以來規模最大的粉絲見面會。12月29日，RBW官方公布單曲《Paint Me》預告照，並公告MAMAMOO將以此單曲來開啟2018年活動。12月30日，RBW官方釋出《Paint Me》預告影片，第一波預告影片為華莎，且公告《Paint Me》將於2018年1月4日韓國標準時間(KST)晚上6點釋出，而後3日依序釋出輝人、頌樂、玟星三人的預告影片。

### 2018－2019年：四季企劃與《reality in BLACK》
2018年1月4日，韓國標準時間(KST)晚上6點，MAMAMOO發行單曲《Paint Me》並公開MV。2月20日，RBW官方宣布回歸消息，MAMAMOO將於3月7日發行第六張迷你專輯《Yellow Flower》，且以此專輯作為本年度四季四色專輯計畫的開頭。3月7日，官方釋出頌樂自創曲《Star Wind Flower Sun》（星星 風 花朵 太陽）MV；同日，MAMAMOO發行以華莎為概念的第六張迷你專輯《Yellow Flower》，且公開主打歌《Starry Night》（星星閃耀的夜晚）MV。
3月12日，迷你六輯主打歌《Starry Night》於《THE SHOW》獲得此次回歸首個一位，於3月25日《人氣歌謠》出演結束迷你六輯的宣傳，宣傳期間在《THE SHOW》、《M COUNTDOWN》、《人氣歌謠》皆連續兩週拿下一位。宣傳結束後，主打歌《Starry Night》在各大音樂節目的排名仍處於上游圈，且於4月1日人氣歌謠獲得一位，達成《人氣歌謠》三冠王的佳績，此次回歸共拿下了9座一位獎座，為全部回歸裡一位最多的歌曲。
3月8日，諾貝爾和平獎得主馬拉拉·優素福扎伊親自替國際婦女節精心選擇出一連串的歌曲播放清單，並且特地在推特上感謝「這些激勵人心的女性藝術家們」。引人注目的是，其中唯一一首韓文歌曲就是實力女團MAMAMOO的《Yes I Am》，其歌曲鼓勵女生要勇敢做自己，並且大方表現出真正自我個性、意識的一首歌，因此當它被選上「國際婦女節」的播放清單時，許多網友們也都相當認同。3月30日，MAMAMOO發行代言特別單曲《Everyday》並公開MV，此次特別單曲同時是為了報答粉絲們的支持而準備的禮物。
4月17日，輝人發行個人單曲專輯《magnolia》並公開收錄曲《EASY》。4月24日，頌樂發行《頌樂感性Part.6》，此次收錄四首歌曲，並將集結過去至今透過《頌樂感性》發表過的 11 首歌曲壓製成黑膠唱片。4月27－29日，頌樂在梨花女子大學三星廳，舉行個人首場演唱會「頌樂感性演唱會 BLOSSOM」。5月23日，玟星發行個人專輯《SELFISH》。6月16、17日，頌樂在釜山Sohyang Theater Shinhancard Hall，舉行個人演唱會「頌樂感性演唱會 BLOSSOM─釜山」。
7月1日，官方無預警宣布MAMAMOO於同日韓國時間晚上6點，發行先行曲《Rainy Season》（梅雨），且在無宣傳的情況下，獲得韓國Gaon等多個主要音源榜的一位，還創下了女團首次以先行曲獲得音源榜一位的記錄。
7月14日，MAMAMOO公開與遊戲公司ICARUS M合作拍攝的MV，名為《Sky! Sky!》（輕飄飄 "清純"），為《Red Moon》其中一首收錄曲；同日中午12點，MAMAMOO首場台灣演唱會門票開賣，且5千張門票在5分鐘內被搶購一空。7月16日，發行以玟星為概念的第七張迷你專輯《Red Moon》，主打歌為《Egotistic》。7月18日，MAMAMOO在美國告示牌所公布的「Social 50」榜單中位居第47位，這也是MAMAMOO首次進入該榜單。之後，又再度躍至26名，為MAMAMOO於該榜單之最佳成績。
8月18、19日，MAMAMOO將於SK奧林匹克手球館舉行「2018 MAMAMOO CONCERT 4season S/S」。9月1日，MAMAMOO在新莊體育館舉行臺灣首場演唱會「2018 MAMAMOO 4season S/S CONCERT TOUR IN TAIWAN」。9月2日，MAMAMOO在亞洲國際博覽館舉行香港首場演唱會「2018 MAMAMOO 4season S/S CONCERT TOUR IN HONG KONG」。10月3日，MAMAMOO發行日文版《Décalcomanie》，並以此單曲宣布正式於日本出道。10月5、7、9日，舉辦日本首次巡迴演唱會，地點分別為大阪難波、東京品川、名古屋。
11月8日，官方宣布MAMAMOO將於29日發行以頌樂為概念的第八張迷你專輯《BLUE;S》，此專輯為本年度四季四色計畫中的第三項計畫。11月29日，韓國標準時間(KST)晚上6點，MAMAMOO發行以頌樂為概念的第八張迷你專輯《BLUE;S》，主打歌為《Wind Flower》。
2019年2月6日，MAMAMOO發行第二張日文單曲《Wind Flower》。2月7日，RBW官方公開華莎首張個人數位單曲《TWIT》的首波預告影片，且同時宣佈將於2月13日發行。2月28日，官方宣布MAMAMOO於3月14日白色情人節當天，發表迷你九輯《White Wind》，將以輝人的代表色的「白色」作為專輯主要風格，為「四人四色」企劃的最後一張專輯，主打歌為《gogobebe》。3月29日，《gogobebe》在告示牌的「世界數位歌曲暢銷榜」（World Digital Song Sales Chart）拿下第二名，超越了自身於2016年發行的《You’re the best》第三名成績，在該榜拿下自身最高紀錄。
4月19－21日，MAMAMOO在首爾獎忠體育館舉辦為期3天的「2019 MAMAMOO CONCERT 4season F/W」演唱會，為四季的企劃畫下完美的句點。6月15、16日，MAMAMOO在新北市新莊體育館舉辦為期兩天的「2019 MAMAMOO CONCERT 4season F/W IN TAIWAN」演唱會，台灣也成為MAMAMOO此次亞洲巡演的海外首站。6月22、23日，MAMAMOO在建國大學入口站的樂天電影院 8 館舉行出道五週年紀念放映會《SIX NINETEEN》。
7月13日，MAMAMOO於高麗大學化汀體育館舉辦粉絲見面會「MOOMOO傳：狀元爭奪記」（무무전: 장원쟁탈기）。7月24日，MAMAMOO發行代言特別單曲《Gleam》（다 빛이나）並公開MV，迅速登上包括Mnet、Bugs、Naver音樂流行榜的冠軍位置，並在其他韓國網上音樂流行榜的上位圈。
7月27、28日，MAMAMOO於大邱EXCO舉辦「2019 MAMAMOO CONCERT 4season F/W IN DAEGU」安可演唱會。8月7日，MAMAMOO於日本發行第一張正規專輯《4colors》。8月11日、13日，MAMAMOO分別於日本東京、大阪舉行「MAMAMOO 2nd CONCERT TOUR in JAPAN ：4season Final」。9月4日，輝人發行第二張迷你專輯《soar》，主打歌《Good Bye》登上各大音源榜一位，獲得亮眼的成績。9月28日，MAMAMOO在香港亞洲國際博覽館Arena舉辦「2019 MAMAMOO 4season F/W CONCERT IN HONG KONG」演唱會。10月11日，華莎與先前曾以「주지마(別給我)」合作過的製作人Woogie再次合作，發行音源《가을속에서(在秋天裡)》。
10月31日，於韓國Mnet的綜藝節目《Queendom》最終競賽奪冠。11月1日，官方於社交媒體發布MAMAMOO將於11月14日當天，以正規二輯《reality in Black》回歸的預告。11月14日公開主打歌《HIP》MV，並於Bugs、Naver Music、Soribada獲得音源榜冠軍。
11月27日憑藉主打歌《HIP》MAMAMOO首次登上了美國Billboard全球數位單曲銷售榜第1位。截止11月底，《reality in Black》的實體銷量突破10萬張，大幅刷新自身的專輯銷量紀錄。

### 2020－2021年：成員SOLO計畫、出道七周年計畫與精選輯
- 2020年

1月16日，頌樂與Kassy合作發行親自作詞的單曲《A Song from the Past》(이 노랜 꽤 오래된 거야)，於Soribada獲得音源榜冠軍，並在其他韓國網上音樂流行榜的上位圈。
2月4日玟星發行與Punch合作的個人專輯先行曲《낯선 날》（陌生的日子），獲得Bugs、Soribada音源榜冠軍 
2月14日，玟星發行個人第二張迷你專輯《Dark Side of the Moon》，發行單日專輯銷量超過5萬9千張，首周專輯銷量為6萬6千張。
3月11日，MAMAMOO於日本發行第二張正規專輯《reality in BLACK -Japanese Edition-》。3月8日、15日，MAMAMOO原訂分別於日本大阪、東京舉行「MAMAMOO 3rd Concert Tour in JAPAN 2020」，後因新冠肺炎疫情而延期。日本官方隨後公佈於15日當天在YouTube免費直播收錄於新專輯初回限定版中的「2nd Concert Tour in JAPAN：4 season Final」公演錄像。
4月4日、5日，玟星原訂舉行首場個人演唱會，後因新冠肺炎疫情而延期。
4月17日，MAMAMOO第二張正規專輯主打歌《HIP》MV觀看次數突破一億，成為MAMAMOO首支單一頻道破億MV。
4月23日，頌樂發行個人首張單曲專輯《SPIT IT OUT》，獲得Bugs、Soribada音源榜冠軍，同日登上《M! Countdown》正式Solo出道，發行單日專輯銷量超過6萬2千張，首周專輯銷量為7萬3千張。4月28日，頌樂以《SPIT IT OUT》於SBS音樂節目《THE SHOW》獲得首個一位。5月29日，玟星發行改版專輯《門OON : Repackage》，而30日將透過VLIVE向全球直播因新冠肺炎而延期的個人演唱會「門OON」。
6月29日，華莎發行個人首張迷你專輯《María》。同名主打歌《María》發行後登上Genie、Soribada和Naver音源榜及22個國家地區iTunes專輯榜一位，並成為首位登上美國iTunes排行榜一位的韓國Solo女歌手。發行單日專輯銷量超過3萬2千張，首周專輯銷量為4萬8千張。7月26日，華莎以《Maria》於SBS音樂節目《人氣歌謠》獲得一位。
8月28日，MAMAMOO第九張迷你專輯主打歌《gogobebe》在MAMAMOO官方頻道與1thek頻道MV觀看次數合計突破一億，成為MAMAMOO第四支破億MV。
9月10日，MAMAMOO發表特別單曲《Wanna Be Myself》。
10月7日，RBW官方宣布回歸消息，MAMAMOO將於11月3日發行第十張迷你專輯《Travel》，並於10月20日公開先行曲《Dingga》。
10月21日，Mnet宣布將於11月3日韓國標準時間(KST)晚上9點播出MAMAMOO的回歸秀「MONOLOGUE」，此回歸秀為先前MAMAMOO在綜藝節目《Queendom》中獲得的冠軍獎勵。
11月3日，MAMAMOO發行第十張迷你專輯《Travel》，主打歌《AYA》發行後登上Genie和Bugs音源榜一位，發行首日專輯銷量超過10萬1千張，並於回歸秀「MONOLOGUE」中首次公開先行曲《Dingga》及主打歌《AYA》的舞台。《Travel》登上29個國家地區iTunes專輯榜一位，並獲得Worldwide iTunes Albums榜的冠軍。
12月15日，MAMAMOO第二張正規專輯主打歌《HIP》MV觀看次數突破二億，成為MAMAMOO首支單一頻道破二億MV。
- 2021年

2月3日，MAMAMOO於日本發行第三張正規專輯《TRAVEL  -Japanese Edition-》。
2月7日，MAMAMOO第七張迷你專輯主打歌《Egotistic》MV觀看次數突破一億，成為MAMAMOO第二支單一頻道破億MV。
2月21日，MAMAMOO於VLIVE線上舉辦粉絲見面會《Best friend, Best travel! ‘MOOMOO TOUR’》。
4月13日，輝人發行個人首張迷你專輯《Redd》。
4月24日，頌樂為慶祝個人Youtube頻道《Solarsido》開設滿兩年且訂閱人數將達300萬人，因此舉辦線上粉絲見面會《SoLive:솔라이브》。
5月1日，MAMAMOO和英國串流平台LIVENow合作，舉行線上特別演唱會《LIVENow K-Pop Presents MAMAMOO》。
5月3日，MAMAMOO第六張迷你專輯主打歌《Starry Night》MV觀看次數突破一億，成為MAMAMOO第三支單一頻道破億MV。
5月14日，RBW官方宣佈回歸消息，17日宣布將於6月啟動2021年的新企劃《Where Are We》(WAW)，除了發行新專輯外，也會舉行夏日演唱會並推出紀錄片。
6月2日，發行第十一張迷你專輯《WAW》，並發表主打歌《Where Are We Now》，《WAW》登上25個國家地區iTunes專輯榜一位。
6月11日，RBW官方宣佈頌樂、玟星和華莎續約，輝人不續約，但輝人與RBW簽署了延期協議，將參與MAMAMOO新專輯製作和個人演唱會等部分活動，直到2023年12月為止。
8月4日，日本官方宣布MAMAMOO將於9月29日發行《WAW -Japan Edition-》，專輯中收錄主打歌《Where Are We Now》的日文版及日文原創曲。
9月3日，RBW官方宣佈MAMAMOO將於9月15日發行精選輯《I SAY MAMAMOO : THE BEST》，專輯中將會收錄MAMAMOO過去七年的熱門歌曲及兩首新歌。9月15日，發行精選輯《I SAY MAMAMOO : THE BEST》，收錄過去七年的21首熱門歌曲及兩首新歌《하늘 땅 바다만큼 (mumumumuch)》(如天地海一樣)、《분명 우린 그때 좋았었어 (Happier than Ever)》(分明我們那時很美好)。
11月12日，MAMAMOO第二張正規專輯主打歌《HIP》MV觀看次數突破三億，成為MAMAMOO首支單一頻道破三億MV。
11月24日，華莎發行個人第二張單曲專輯《Guilty Pleasure》，主打歌《I'm a 빛》。

### 2022年：成員SOLO、小分隊MAMAMOO+出道、世界巡迴演唱會
1月16日，輝人離開RBW後以THE L1VE Label名義發行個人第二張迷你專輯《WHEE》，發行後登上18個國家地區iTunes專輯榜一位，主打歌《오묘해(Make Me Happy)》於Mnet 《M! Countdown》獲得個人第一個初一位的獎項。
1月19日，玟星發行個人第二張迷你專輯《6equence》，主打歌《LUNATIC》。
3月16日，頌樂發行個人第一張迷你專輯《容：FACE》，主打歌《꿀 (HONEY)》。
4月17日，輝人發行生日驚喜單曲《D-Day》官方音源。並於首爾YES24 Live Hall舉行兩場粉絲見面會。
4月28日，玟星發行個人第二張單曲專輯《C.I.T.T》，主打歌《C.I.T.T (Cheese in the Trap)》。
5月14、15日，MAMAMOO於舉辦於德國法蘭克福的KPOP.FLEX中登台演出。
8月30日，頌樂及玟星組成小分隊MAMAMOO+發行數位單曲《Better》，與BIG Naughty合作。
9月26日，RBW官方宣佈MAMAMOO將於10月11日發表第12張迷你專輯《MIC ON》回歸，並釋出回歸預告海報。9月27日釋出團體概念照。
10月11日，發行第十二張迷你專輯迷你專輯《MIC ON》。MAMAMOO於「MIC ON MEDIA SHOWCASE」中透露世界巡迴演唱會計畫，並於回歸秀「MIC ON FANS FREETING」中首次公開主打歌《ILLELLA (일낼라)》及收錄曲《하나둘셋 어이! (1,2,3 Eoi!)》舞台。
11月18至20日，MAMAMOO接連三天於首爾奧林匹克公園奧林匹克大廳舉行「MAMAMOO WORLD TOUR＜MY CON＞- SEOUL」演唱會。11月26、27日，MAMAMOO前往日本千葉幕張展覽館舉辦兩場「MAMAMOO WORLD TOUR＜MY CON＞- JAPAN」演唱會。
12月22日，玟星於生日當日發行個人特別單曲專輯《The Present》，主打歌《PRESENT》。並於首爾YES24 Live Hall舉行粉絲見面會。

### 2023年：世界巡迴演唱會、小分隊回歸與粉絲演唱會、成員SOLO
1月7、8日，MAMAMOO於香港亞洲國際博覽館舉行「MAMAMOO WORLD TOUR＜MY CON＞- HONGKONG」演唱會。1月14、15日，於臺灣林口體育館舉行「MAMAMOO WORLD TOUR＜MY CON＞- TAIPEI」演唱會。1月29日，於泰國曼谷舉行「MAMAMOO WORLD TOUR＜MY CON＞- BANGKOK」演唱會。
2月5日，MAMAMOO於印尼雅加達舉行「MAMAMOO WORLD TOUR＜MY CON＞- JAKARTA」演唱會。2月8、9日，於新加坡舉行「MAMAMOO WORLD TOUR＜MY CON＞- SINGAPORE」演唱會。2月11日，於馬來西亞美拉華蒂體育館舉行「MAMAMOO WORLD TOUR＜MY CON＞- KUALA LUMPUR」演唱會。2月12日，於菲律賓阿拉內塔體育館舉行「MAMAMOO WORLD TOUR＜MY CON＞- MANILA」演唱會。
3月10日，RBW官方宣布回歸消息，MAMAMOO+將於3月29日發行首張單曲專輯《ACT 1, SCENE 1》，並於3月21日公開先行曲《나쁜놈(Chico malo)》。
3月29日，MAMAMOO+發行首張單曲專輯《ACT 1, SCENE 1》，主打歌《GGBB》。
5月9日，RBW官方宣布將於6月16、17、18日舉行MAMAMOO WORLD TOUR[MY CON] ENCORE - SEOUL 。
5月16日，MAMAMOO展開為期三週、共9站的世界巡迴演唱會-北美地區。5月16日紐約。5月18日巴爾的摩。5月20日亞特蘭大。22日那什維爾。5月24日沃思堡。5月27日芝加哥。5月31日格倫代爾。6月2日奧克蘭。6月4日洛杉磯。
6月16至18日，MAMAMOO接連三天於首爾SK奧林匹克手球館舉行「MAMAMOO WORLD TOUR[MY CON] ENCORE - SEOUL」演唱會 。
6月21日，電影《마마무: 마이콘 더 무비(MAMAMOO: MY CON 
THE MOVIE)》 於韓國境內上映。
6月27日，RBW官方宣布與華莎的專屬合約結束。6月30日，華莎加入P Nation，成為其旗下藝人。
7月12日，RBW官方宣布回歸消息，MAMAMOO+將於8月3日發行首張迷你專輯《TWO RABBITS》，並於7月18日公開先行曲《지구에 혼자 남게 된다면 (Save Me)》。
8月3日，MAMAMOO+發行首張迷你專輯《TWO RABBITS》，主打歌《댕댕 (dangdang)》。
9月6日，華莎發行個人數位單曲《I Love My Body （页面存档备份，存于）》。
9月16、17日，MAMAMOO+展開TWO RABBITS CODE亞洲巡迴，首站於首爾YES24 Live Hall舉行。
10月12日，輝人發行個人第一張正規專輯《IN the mood》，主打歌《In The Mood （页面存档备份，存于）》。

### 2024年：成員SOLO、成員個人演唱會
2月20日，玟星發行個人完整專輯《Starlit of Muse》，主打歌《TOUCHIN&MOVIN （页面存档备份，存于）》。
2月24日，輝人開啟個人世界巡迴演唱會《2024 Whee In 1ST WORLD TOUR: WHEE IN THE MOOD〔BEYOND〕》。
3月23日，玟星開啟個人世界巡迴演唱會《Moon Byul 1ST WORLD TOUR[MUSEUM : an epic of starlit]》。
4月20日，華莎開啟個人粉絲演唱會巡迴《HWASA the 1st FANCON TOUR [Twits]》。
4月30日，頌樂發行個人迷你專輯《COLOURS》，主打歌《BUT I （页面存档备份，存于）》。
6月1日，頌樂開啟個人世界巡迴演唱會《솔라 (Solar) 2ND CONCERT [COLOURS]》。
9月19日，华莎发行个人迷你专辑《O》，主打歌《NA （页面存档备份，存于）》。

## 重大事件

### 官咖人數紀錄
2016年8月23日MAMAMOO官方粉絲團正式突破77,777人，正式成為韓國女團官咖排名第三的團體。MAMAMOO為了慶祝會員數突破77,777人，驚喜地公開了玟星在演唱會MOOSICAL中的個人表演《不要忘記》（Don't Forget）。
2017年4月21日，MAMAMOO官方粉絲團正式突破100,000人。
2019年12月15日，MAMAMOO官方粉絲團正式突破150,000人。

### 車禍
2016年10月13日，前往行程的路上，由於高速公路交通擁擠而釀成意外，當下成員們被立即送往醫院檢查，經檢查後RBW發表公開聲明，說明成員身體並無大礙，而原本的行程以最終時間趕不上為由取消表演。事後兩天，雖然全員都出席了被安排的演出，但在場的粉絲們都看得出成員的臉色並不好，表演中在跳舞時都避免了大動作，甚至在上台及下台後，有玟星被攙扶的影片。
2017年9月13日，前往天安市參加活動途中，發生輕微交通事故，但成員們的表演熱情不受影響，仍堅持抵達活動場地，完成所有表演後才就醫，公司發表聲明，說明成員們都只是輕微擦傷，並無大礙。

### 青龍電影獎
2016年11月25日，MAMAMOO全員受邀為第37屆青龍電影獎表演，表演中成員自然地將電影台詞融入歌中，讓原本氣氛凝重的觀眾席傳出陣陣笑聲，其中最令人印象深刻的片段，為玟星對著台下的來賓鄭雨盛說出他演出的作品《我腦海中的橡皮擦》的台詞：「鄭雨盛！要是我乾了這杯，你要和我交往嗎？」而在表演結束後主打歌《Décalcomanie》在Melon音源榜上逆行，並於當日23:00整點達到第一位，讓原本在打歌期就遲遲不上升的排名，瞬間爆衝至一位。成員們稱這次的逆行「青龍獎效應」。 2017年，MAMAMOO再次受邀擔任第38屆青龍電影獎表演嘉賓。

### 成員受傷
2015年8月23日，輝人在1st MOO Party首爾見面會中不慎扭傷腳踝，但事後仍參與MAMAMOO各項演出。
2018年1月13日，頌樂在馬來西亞「K-WAVE MUSIC FESTIVAL」彩排時腰部不慎受傷，不過仍參與表演。1月15日，頌樂因嚴重腰傷，需由經紀人攙扶才能行走，回到韓國後，立即被送往醫院治療。RBW官方也發表聲明表示，頌樂因腰傷需靜養，將暫停所有活動，因此由其他3位團員代表參加16日的平昌冬奧聖火傳遞與表演。而預定1月15日出演的《偶像運動會》保齡球項目，也因傷勢考量決定放棄參加。1月25日，頌樂經治療靜養後恢復活動，參與27屆首爾歌謠大賞表演與領獎。
2018年6月23日，玟星在練習回歸舞蹈時感覺腰背部疼痛，當下立即送至醫院檢查。RBW官方表示只要接受適當的治療和肌肉運動，玟星便能康復。在與當事人討論過後，玟星仍以坐在椅子上的方式進行各項活動演出。
2018年12月28日，RBW發表聲明，輝人在27日當日行程結束後不慎在樓梯間摔倒，導致腳踝扭傷。MAMAMOO於28日在越南舉辦的見面會，可以看到輝人坐在椅子上完成演出。29日，則坐著輪椅返韓，當晚參與MBC演藝大獎也是坐在椅子上完成演出。
2020年6月23日，華莎在為個人迷你專輯主打曲目進行編舞時，突然感覺到腰部疼痛，接受了醫院詳細的檢查。因此，華莎將不會參加原定於6月25日舉行的 KCON TACT 2020 演唱會。
2020年11月12日，輝人在練習回歸舞蹈時，感到頸部和背部肌肉疼痛，為此了醫院詳細的檢查。輝人也因此不會參與當天的電台《正午的希望曲》及《Killing Verse》的工作行程。
2020年11月14日，玟星在近期的行程活動中，感到左側手臂疼痛，並立即前往醫院檢查，官方表示診斷結果為較輕的韌帶損傷（1度扭傷），對日常活動較無大礙，但為了盡快恢復，已經接受醫生物理治療並配戴護具。現在玟星通過集中治療、休息已經有好轉，但為了防止復發和盡快痊癒，之後的專輯活動將盡量減少使用左側手臂。
2022年9月24日，仁川SKY FESTIVAL演出中輝人因舞台煙火特效異物噴濺眼睛緊急退場送醫治療，後續舞台由其他3位團員完成。輝人所屬經紀公司THE L1VE於後公告說明，「經醫院精密眼科檢查診斷為角膜因異物而受傷，現在正進行適當的治療。」輝人也於隔日在官咖發文報平安。

### 《Queendom》奪冠
2019年8月29日－10月31日，參加由韓國Mnet電視台推出的綜藝節目《Queendom》，並於10月31日最終舞台拿下冠軍。
2020年11月3日，依Mnet電視台推出的綜藝節目《Queendom》第一名回歸秀《MAMAMOO COMEBACK SHOW＜MONOLOGUE＞》。

## 音樂作品
| 韓語作品 正規專輯 2016年： Melting 2019年： reality in Black 迷你專輯 2014年： Hello 2014年： Piano Man 2015年： Pink Funky 2016年： MEMORY 2017年： Purple 2018年： Yellow Flower 2018年： Red Moon 2018年： BLUE;S 2019年： White Wind 2020年： TRAVEL 2021年： WAW 2022年： MIC ON 精選專輯 2021年： I SAY MAMAMOO : THE BEST 數位單曲 2013年：Don't be happy 2014年：Peppermint Chocolate 2014年：Heeheehaheho 2015年：AHH OOP! 2016年：I Miss You 2016年：Angel（頌樂、輝人） 2016年：Dab Dab（玟星、華莎） 2016年：NEW YORK 2018年：Paint Me 2018年： Everyday 2018年：Rainy Season 2019年： Gleam 2020年：Wanna Be Myself 2020年：Dingga 2023年：MMM Simile | 日語作品 專輯 2019年： 4colors 2020年：reality in BLACK -Japanese Edition- 2021年：TRAVEL -Japanese Edition- 2021年：WAW -Japan Edition- 2022年：I SAY MAMAMOO : THE BEST -Japan Edition- 單曲 2018年： Décalcomanie (Japanese ver.) 2019年： Wind flower (Japanese ver.) |

## 影視作品

### 專屬節目
- 2014年-2021年：YouTube《MMMTV》
- 2018年：olleh tv mobile《好運的一天》
- 2020年：U+ Idol Live《MAMAMOO的MOOMOO Trip》（六週年特別企劃）
- 2020年：Mnet《MAMAMOO COMEBACK SHOW＜MONOLOGUE＞》（Mnet競演節目Queendom第一名回歸秀）
- 2021年：YouTube《MAMOO三餐》（七週年特別企劃）
- 2022年：YouTube《MAMAMOO脈絡》（八週年特別企劃）
- 2024年：YouTube《MAMA無計畫》（十週年特別企劃）

### 電視節目
- 2016年：MBC《Showtime》
- 2019年：Mnet《Queendom》

## 演唱會及其他演出
| 韓國演唱會 - 2016年：MAMAMOO 首場韓國演唱會《2016 MAMAMOO CONCERT MOOSICAL》 - 2017年：MAMAMOO 首場安可場韓國演唱會《2017 MAMAMOO CONCERT MOOSICAL CURTAIN CALL》 - 2018年：MAMAMOO 第二場韓國演唱會暨首場亞洲巡迴演唱會《2018 MAMAMOO CONCERT 4season S/S》 - 2019年：MAMAMOO 第三場韓國演唱會暨首場亞洲巡迴演唱會《2019 MAMAMOO CONCERT 4season F/W》 - 2022年：MAMAMOO 首場世界巡迴演唱會《MAMAMOO WORLD TOUR "MY CON"》 | 海外巡迴演唱會 - 2018年：MAMAMOO 首場日本巡迴演唱會《MAMAMOO 1st CONCERT TOUR in JAPAN》 - 2018年：MAMAMOO 第二場韓國演唱會暨首場亞洲巡迴演唱會《2018 MAMAMOO CONCERT 4season S/S》（台灣、香港） - 2019年：MAMAMOO 第二場日本巡迴演唱會《MAMAMOO 2nd CONCERT TOUR in JAPAN ：4season Final》 - 2019年：MAMAMOO 第三場韓國演唱會暨首場亞洲巡迴演唱會《2019 MAMAMOO CONCERT 4season F/W》（台灣、香港） - 2022-2023年：MAMAMOO 首場世界巡迴演唱會《MAMAMOO WORLD TOUR "MY CON"》(日本、香港、台灣、曼谷、雅加達、新加坡、吉隆坡、馬尼拉等） | 線上演唱會 - 2021年：LIVENow K-Pop Presents MAMAMOO - 2021年：2021 MAMAMOO ONLINE CONCERT 'WAW' | 專輯宣傳見面會 - 2017年：MAMAMOO 首場海外專輯宣傳見面會《Memory》（日本） - 2018年：MAMAMOO 首場海外專輯宣傳見面會《Red Moon》（巴西） |

## 獎項

### 主要音樂節目榜單排名
| 主打歌曲排名成績 | 主打歌曲排名成績 | 主打歌曲排名成績      | 主打歌曲排名成績    | 主打歌曲排名成績       | 主打歌曲排名成績 | 主打歌曲排名成績        | 主打歌曲排名成績     | 主打歌曲排名成績 | 主打歌曲排名成績       |
| 專輯 | 歌曲 | Mnet 《M! Countdown》 | KBS2 《Music Bank》 | MBC 《Show! 音樂中心》 | SBS 《人氣歌謠》 | MBC M 《Show Champion》 | SBS MTV 《THE SHOW》 | 冠軍 次數        | 備註                   |
| 2014年 | 2014年 | 2014年                | 2014年              | 2014年                 | 2014年           | 2014年                  | 2014年               | 2014年           | 2014年                 |
| --- | --- | --------------------- | ------------------- | ---------------------- | ---------------- | ----------------------- | -------------------- | ---------------- | ---------------------- |
| 善男善女 Peppermint Chocolate | 善男善女 (Peppermint Chocolate) | /                     | 8                   | 12                     | 13               | 14                      |                      | 0                | K.Will&MAMAMOO名義發行 |
| Hello | Mr. Ambiguous | 5                     | 10                  | 15                     | 21               | 12                      |                      | 0                | 出道                   |
| Piano Man | Piano Man | 7                     | 19                  | 20                     | 26               | 17                      | 5                    | 0                | 首次進入一位候補       |
| 2015年 | |                       |                     |                        |                  |                         |                      |                  |                        |
| Pink Funky | AHH OOP | 10                    | 46                  | 30                     | 34               | /                       | /                    | 0                | 先行歌曲               |
| Pink Funky | Um Oh Ah Yeh | 5                     | 5                   | 4                      | 4                | 3                       | 4                    | 0                |                        |
| 2016年 | |                       |                     |                        |                  |                         |                      |                  |                        |
| Melting | Taller than You | /                     | 14                  |                        | 6                | 10                      | /                    | 0                | 先行歌曲               |
| Melting | I Miss You | /                     | 13                  |                        | /                | /                       | /                    | 0                |                        |
| Melting | You're the best | 1                     | (1)                 |                        | (1)              | (1)                     | 1                    | 8                | 五台冠軍歌曲           |
| MEMORY | New York | /                     | 13                  |                        | 8                | 9                       | /                    | 0                | 先行歌曲               |
| MEMORY | Décalcomanie | 3                     | 3                   | 26                     | 4                | 3                       | 1                    | 1                |                        |
| 2017年 | |                       |                     |                        |                  |                         |                      |                  |                        |
| Purple | Yes I am | [1]                   | 1                   | 1                      | 3                | 1                       | 1                    | 7                | 五台冠軍歌曲           |
| Purple | AZE GAG | /                     | /                   | /                      | /                | /                       | /                    | 0                | 後續歌曲               |
| 2018年 | |                       |                     |                        |                  |                         |                      |                  |                        |
| Yellow Flower | Paint Me | /                     | /                   | 10                     | 10               | /                       | /                    | 0                | 先行歌曲               |
| Yellow Flower | Starry Night | (1)                   | 1                   | 2                      | [1]              | 1                       | (1)                  | 9                | 五台冠軍歌曲           |
| RED MOON | Egotistic | 1                     | 4                   | 2                      | 2                | 4                       | 1                    | 2                |                        |
| BLUE;S | Wind flower | 5                     | 8                   | 9                      | 8                | 4                       | 無打歌放送           | 0                |                        |
| 2019年 | |                       |                     |                        |                  |                         |                      |                  |                        |
| White Wind | gogobebe | (1)                   | 1                   | 1                      | 1                | 1                       | 1                    | 7                | 六台冠軍歌曲           |
| reality in BLACK | HIP | (1)                   | 1                   | 2                      | [1]              | [1]                     | 1                    | 11               | 五台冠軍歌曲           |
| 2020年 | |                       |                     |                        |                  |                         |                      |                  |                        |
| TRAVEL | Dingga | /                     | 2                   | 2                      | 3                | 6                       | /                    | 0                | 先行歌曲               |
| TRAVEL | AYA | 1                     | 9                   | 8                      | 4                | 3                       | 無打歌放送           | 1                |                        |
| 2021年 | |                       |                     |                        |                  |                         |                      |                  |                        |
| WAW | Where Are We Now | 5                     | 22                  | 10                     | 20               | 7                       | 無打歌放送           | 0                | 出道七週年企劃         |
| I SAY MAMAMOO : THE BEST | 如天空大地海洋般 (mumumumuch) | /                     | 40                  | 15                     | /                | /                       | 無打歌放送           | 0                | 精選輯 無打歌宣傳      |
| 2022年 | |                       |                     |                        |                  |                         |                      |                  |                        |
| MIC ON | ILLELLA (일낼라) | 5                     | 2                   | 7                      | 6                | 3                       | 無打歌放送           | 0                |                        |
| \| - 「*」：打榜中 - 「(1)」：兩星期冠軍 - 「[1]」：三星期冠軍 \| - 「/」表示未有相關資料 - 「 」：該段時期未有設立排行榜 - 取得《M! Countdown》、《人氣歌謠》、《Show Champion》及《THE SHOW》三週一位後，排名自動除外 \| | |                       |                     |                        |                  |                         |                      |                  |                        |
| - 「*」：打榜中 - 「(1)」：兩星期冠軍 - 「[1]」：三星期冠軍 | - 「/」表示未有相關資料 - 「 」：該段時期未有設立排行榜 - 取得《M! Countdown》、《人氣歌謠》、《Show Champion》及《THE SHOW》三週一位後，排名自動除外 |                       |                     |                        |                  |                         |                      |                  |                        |

| 各台冠軍歌曲獎座統計                                                     | 各台冠軍歌曲獎座統計 | 各台冠軍歌曲獎座統計 | 各台冠軍歌曲獎座統計 | 各台冠軍歌曲獎座統計 | 各台冠軍歌曲獎座統計 |
| Mnet                                                                     | KBS                  | MBC                  | SBS                  | MBC M                | SBS MTV              |
| ------------------------------------------------------------------------ | -------------------- | -------------------- | -------------------- | -------------------- | -------------------- |
| 12                                                                       | 6                    | 2                    | 9                    | 9                    | 9                    |
| 一位總數：47 四台冠軍歌曲總數：1 五台冠軍歌曲總數：3 六台冠軍歌曲總數：1 |                      |                      |                      |                      |                      |

### 偶像運動會獎項
| 年份 | 電視台 | 節目名稱               | 項目           | 參與成員         | 獎項 |
| ---- | ------ | ---------------------- | -------------- | ---------------- | ---- |
| 2015 | MBC    | 偶像明星運動會中秋特輯 | 女子團體射箭   | 玟星、輝人、華莎 | 金牌 |
| 2020 | MBC    | 偶像明星運動會中秋特輯 | 偶像狗狗錦標賽 | 玟星             | 金牌 |

### 綜藝節目冠軍獎項
| 年份 | 電視台 | 節目名稱             | 項目             | 參與成員 | 獎項 |
| ---- | ------ | -------------------- | ---------------- | -------- | ---- |
| 2015 | MBC    | 二重唱歌謠祭中秋特輯 | 2015年中秋特輯   | 輝人     | 獲勝 |
| 2015 | KBS2   | 不朽的名曲2          | (故)裴湖特輯     | 全體     | 獲勝 |
| 2016 | KBS2   | 不朽的名曲2          | 尹秀一特輯       | 全體     | 獲勝 |
| 2017 | KBS2   | 不朽的名曲2          | 申重鉉特輯       | 全體     | 獲勝 |
| 2019 | Mnet   | Queendom             | KPOP女團回歸大戰 | 全體     | 冠軍 |
| 2022 | JTBC   | 第二個世界           | Rapper歌喉對決   | 玟星     | 冠軍 |

粉絲自創獎項
2024  KPOP台灣灶咖大戰 冠軍

## 外部連結
- MAMAMOO 韓國官方網站
- MAMAMOO 日本官方網站（日語）
- MAMAMOO Daum Cafe專頁 （页面存档备份，存于）
- MAMAMOO的Instagram帳戶
- MAMAMOO的Facebook專頁
- MAMAMOO的TikTok
- MAMAMOO 韓國的X（前Twitter）
- MAMAMOO 日本的X（前Twitter）（日語）
- YouTube上的MAMAMOO頻道
- MAMAMOO VLIVE頻道 （页面存档备份，存于）
- MAMAMOO的新浪微博（简体中文）
- MAMAMOO的抖音账户（简体中文）